# 존 스펜서 블루스 익스플로전

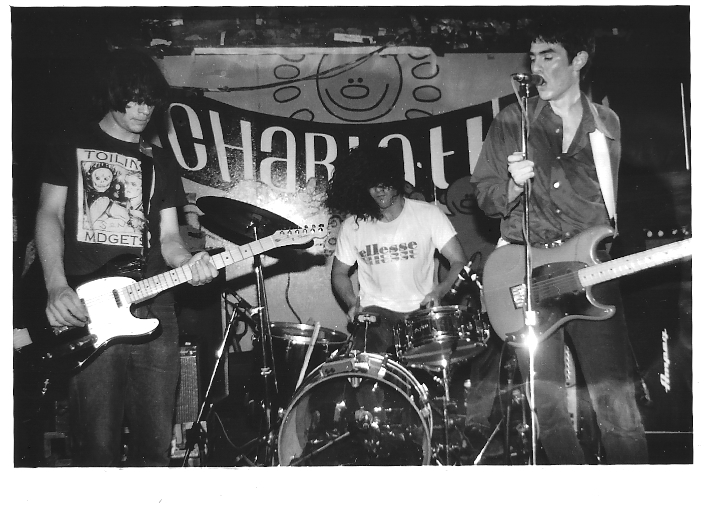
1993년의 존 스펜서 블루스 익스플로전

존 스펜서 블루스 익스플로전(The Jon Spencer Blues Explosion)은 미국 뉴욕 출신의 3인조 록밴드로 1991년에 결성하였다. 보컬, 기타, 테레민의 존 스펜서, 드럼의 러셀 시민스, 기타, 백 보컬, 하모니카와 가끔씩 리드 보컬을 맡은 주다 바우어로 이루어져 있다. 밴드의 음악 스타일은 로큰롤에 기반하였지만, 펑크 록, 블루스, 개러지 록, 로커빌리, 솔, 노이즈 록, 리듬 앤 블루스, 힙합 등 다양한 음악 장르에 영향을 받았다. 총 아홉 장의 정규 음반을 발매하였으며, 라이브, 싱글, 컴필레이션, 리믹스 음반 뿐만 아니라 덥 나르코틱 사운드 시스템, R. L. 번사이드 등 많은 음악가들과의 협업도 진행되었다. 실험적 사운드 및 틀에 얽매이지 않는 녹음 기법으로 엘리엇 스미스, 벡, 솔로몬 버크, 스티브 알비니, 마티나 토플리버드, 비스티 보이즈의 애덤 호로비츠 등과 함께 작업을 하였다.

## 디스코그래피

### 정규 음반
- A Reverse Willie Horton (1991)
- Crypt Style (1992)
- The Jon Spencer Blues Explosion (1992)
- Extra Width (1993)
- Orange (1994)
- Now I Got Worry (1996)
- Acme (1998)
- Plastic Fang (2002)
- Damage (2004)
- Meat + Bone (2012)
- Freedom Tower - No Wave Dance Party 2015 (2015)